# Dörtyol
Dörtyol è una città portuale e terminale petrolifero situata al centro del Golfo di Alessandretta vicino al punto più esterno del Mediterraneo. Dörtyol dista 26 km a nord della città di Alessandretta in Provincia di Hatay nel sud-est della Turchia.

## Storia
Conosciuta nell'antichità come Isso (Ipso, Ipsus, Issus), la sua posizione era un crocevia di eserciti ed è stata teatro di numerose battaglie, anche importanti da un punto di vista storico, come quella tra Alessandro Il Grande e Dario.